# Quirino (Isabela)
Quirino é um município de  quarta classe de renda municipal (d) na província Isabela, nas Filipinas. De acordo com o censo de 1 de maio  de  2020 possui uma população de 25 023 pessoas e 6 632 domicílios.